# Arthur Verhaegen
Pour les articles homonymes, voir Verhaegen.

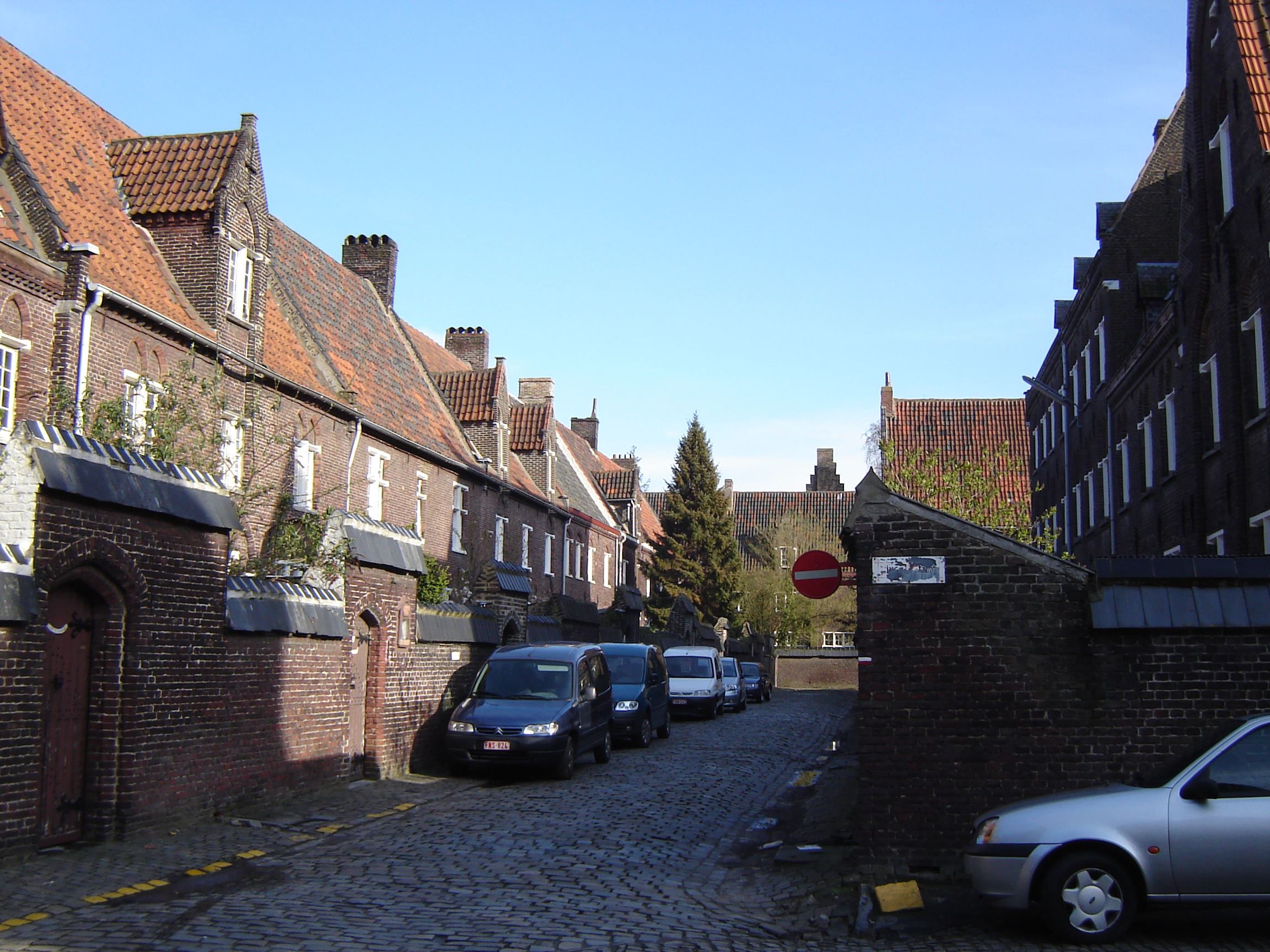
Vue sur le nouveau Grand béguinage de Gand, dernier béguinage en activité construit en Europe de 1872 à 1875 et dessiné par Arthur Verhaegen en collaboration avec Jean-Baptiste Bethune.

Arthur Verhaegen, né le 31 août 1847 à Bruxelles et mort le 11 septembre 1917  à Ixelles, est un ingénieur, architecte, décorateur, homme politique, écrivain et résistant belge.

## Famille
Arthur Verhaegen est le fils ainé de l’avocat Jean Baptiste François Eugène Verhaegen (1820-1878) et de Marie Florentine Caroline Joséphine Nève (1832-1903). Son grand-père, le libéraliste Pierre-Théodore Verhaegen (1796-1862), est le cofondateur de l’Université Libre de Bruxelles.
Arthur Verhaegen fait ses études secondaires au Collège catholique des Jésuites Saint-Michel à Etterbeek. Il poursuit une formation d’ingénieur des ponts et chaussées à l’Université de Gand. Il est d’ailleurs nommé jeune ingénieur au service de l’Etat à Charleroi en 1870. Deux ans plus tard, il épouse la fille cadette de Jules Clément Lammens (1822-1908) soit Claire Marie Colette Cornélie. Il va alors s'établir à Gand. Le couple a dix enfants, soit ; Pierre, Marie-Claire, Paul, Joseph, Marguerite, Claire, Jeanne, Marie Claire, Elisabeth et Jean.

## Œuvres architecturales
Il commence sa formation à l'université de Gand de 1865 à 1870 d'où il sort ingénieur des ponts et chaussées en 1870. C'est lors de ses études qu'il fait une rencontre décisive avec l’architecte Jean-Baptiste Bethune, promoteur, dans la lignée d’Augustus Pugin, du style néogothique et adhère à la Gilde Saint-Luc qui promeut ce mouvement architectural.
Arthur Verhaegen collabore étroitement avec Bethune dans d'importants chantiers : le Grand béguinage de Saint-Amand à Gand, dernier béguinage en activité construit en Europe de 1872 à 1875, et l'abbaye de Maredsous (1873-1881). Parmi ses élèves, il initie à l'art du vitrail Gustave Ladon ,originaire de Gand, et l'engage comme collaborateur.
Arthur Verhaegen est également actif comme restaurateur pour la cathédrale Saint-Sauveur de Bruges, la collégiale Sainte-Gertrude de Nivelles et le château de Gérard le Diable à Gand.
De son côté, Arthur Verhaegen continue à construire des monuments notamment à caractères religieux dont l'abbaye d'Affligem, des bâtiments de l'Œuvre des Flamands à Paris, la chapelle des Dames de l'Adoration perpétuelle à Rome (1885-1886) ou l’Aile néogothique du château Verhaegen à Watermael-Boitsfort (1880-1881) et à Merelbeke (1884-1885).

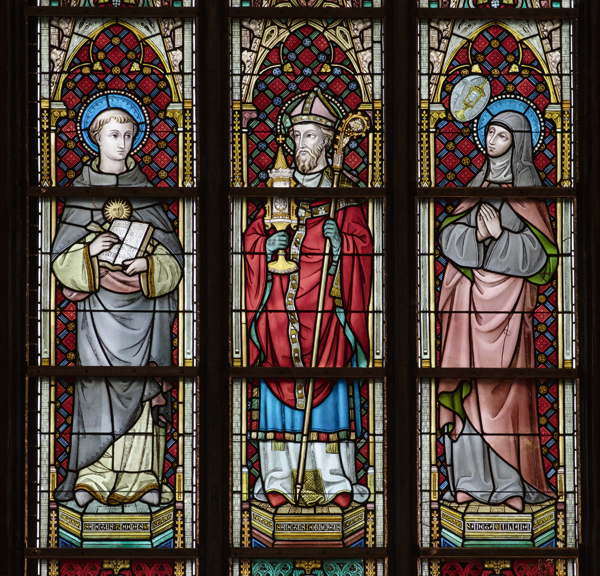
Vitraux, Église Saint-Jacques de Tournai
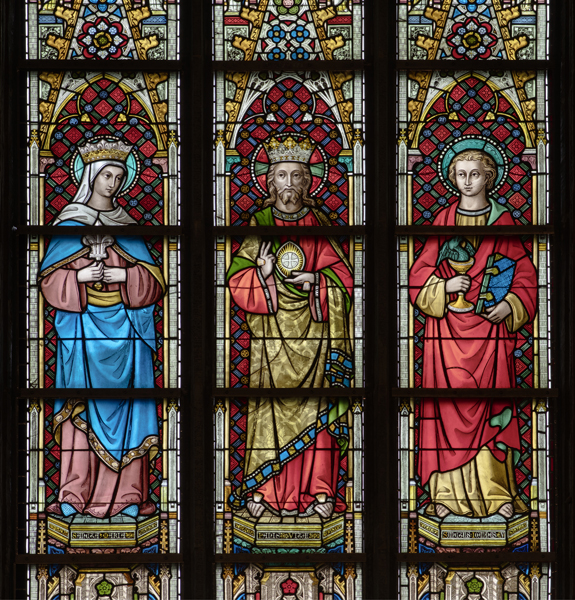

## Idéologies
Dès le plus jeune âge, il est guidé par de grands courants tels que le libéralisme, le catholicisme libéral et la modernité, c’est-à-dire que ses idées sont antiétatiques du point de vue économique et anticlérical du point de vue de la scolarité. Il est de ceux qui veulent laïciser la société et ses infrastructures.
Mais plus tard Arthur Verhaegen s’oriente vers de nouveaux courants de pensée tels que l’ultramontanisme. Ce basculement est officialisé par son mariage avec Claire Lammens. Sa tendance s’inverse et ses idées modernistes s’avèrent être de nouvelles idées totalement opposées à ses anciennes. Il est dès lors de ceux que l'on appelle les catholiques il est alors admiré par ses semblables. Ils ne tarissaient que d’éloge sur lui, l’appelant même « le chrétien parfait ».
Du côté de ses opposants en revanche, les critiques déferlent. Il est perçu comme un menteur voire un hypocrite. Tous ces changements d’opinions lui valent la méfiance de ses comparses bourgeois et les assauts ecclésiastiques. De 1896 à sa mort, il lutte pour ses idées de démocratie chrétienne modérée et pour une société chrétienne sans classe. Son principal concurrent à l’époque est Charles Woeste qui lui, était un catholique conservateur et l’abbé Daens.

## Parcours politiques
Tout comme son père, Arthur Verhaegen s’engage dans la vie politique en tant que libéral. Toutefois, celui-ci commence à fréquenter de plus en plus les cercles ultramontains à Gand. Dès 1872, il marque définitivement son engagement envers les ultramontains en mariant la fille de l’un des fondateurs du quotidien Bien Public. (1853-1940). En 1878, il publie la brochure « catholique et politique » où il s’oppose explicitement au parti catholique de droite et aux libertés modernes consacrées par la Constitution. Le partisan de l’ultramontanisme a même donné primauté à l’Eglise dans la lutte scolaire de 1878 – 1884.
Dans la suite de son parcours politique, Arthur Verhaegen devient conseiller municipal de la commune de Merelbeke de 1883 à 1892. Il est ensuite élu conseiller provincial et puis devient député permanent de la Flandre orientale de 1892 à 1900 et siège au Parlement de 1900 à 1917 comme député de l’arrondissement de Gand-Eeklo.
Entre-temps, Arthur Verhaegen s’allie à l’Union Nationale de Récupération, un mouvement catholique et populaire. Il est par ailleurs secrétaire du Congrès catholique d’œuvres sociales de Liège. Le « Baron rouge » fonde le syndicat des travailleurs antisocialistes de Gand, des coopératives et l’hebdomadaire « Het Volk » en 1890. Un an après, il met en place la ligue démocratique belge (« antisocialistische werkliedenbond ») en collaboration avec Joris Hellepute. L’ancien ultramontain devient donc un véritable démocrate-chrétien tel que le témoigne son ouvrage « Vingt-cinq années d’action sociale » publié en 1911.

### Convictions politiques

#### Enseignement
La question scolaire était au cœur de ses préoccupations. En 1879, il publie le livre « l’État hors de l’école ». Arthur Verhaegen est pour l’abolition de la l'oi van Humbeeck. Il souhaite que l’État soit hors des établissements scolaires. En 1879 il rédige son programme électoral qui contient notamment ses volontés concernant la fin de la guerre scolaire.
Tout part d’une loi de 1842. Cette loi visait à réunir dans une même école, à la fois un enseignement catholique et moral. Le but officieux de l’enseignement de 1842 était d’évincer l’enseignement catholique en mettant la totalité des institutions sous la tutelle de l’État, cette loi n’a profité qu’aux libéraux qui s’en sont servis de façon déloyale. Ce système ne convient pas aux catholiques qui se sentent trahis par le programme trompeur de 1842. Dès lors, en 1879, Arthur Verhaegen écrit qu’il souhaite qu’un enseignement catholique soit maintenu dans l’État moderne tel qu’il le connaissait à cette époque. Il propose un système qui prodiguera des pouvoirs illimités au catholicisme et ses institutions afin de laisser libre cours à la seule et unique mission que Jésus-Christ leur a attribué: enseigner à toutes les nations.
Arthur Verhaegen est protocolaire et exige donc que ses souhaits soient apposés dans la Constitution afin que l’État soit forcé de s’y tenir. Ses volontés de scolarité sont tournées vers l’ensemble de la société. Il veut que malgré tout, chrétien ou pas, chaque citoyen soit sous l’enseignement moyen ou supérieur catholique. Toutefois, il souhaite laisser une place à l’enseignement d’État, sans pour autant le rendre égalitaire vis-à-vis de l’enseignement catholique qui resterait tout à fait majoritaire en Belgique. Ces enseignements laïques seront gérés par la ligue de l’enseignement. S’il lutte contre l’État dans l’enseignement c’est parce qu’il dit que celui-ci s’est attribué lui-même le devoir de contrôler tout l’enseignement mais selon Arthur Verhaegen, la Constitution de 1830 ne dit nullement cela. L’État a interprété la Constitution comme telle et ça ne convient pas à sa vision des choses ni celle de son parti. D’après lui pour atteindre un objectif de liberté sociale il faut que l’État sorte du système scolaire, car selon lui, il est l’investigateur de « l’oppression de conscience » faite au peuple.

#### Classe ouvrière
En 1890 paraît le premier numéro du journal « het volk », c’est le premier journal social destiné uniquement aux ouvriers qui est publié en Belgique. Arthur Verhaegen en est l’instigateur. Ce journal est révolutionnaire pour l’époque et fort critiqué. Il a pour but de « défendre les intérêts moraux et matériels des ouvriers et des petits bourgeois », il ne cesse, à travers ce journal principalement, de lutter contre les injustices faites aux ouvriers et petits bourgeois qui ne possèdent pas le capital et n’ont donc pas droit à l’application des trois principes fondateurs d’une société depuis 1789, c’est-à-dire : liberté, égalité, fraternité.
En 1892 il écrit une brochure concernant les salaires des ouvriers, elle s’appelle « minimum de salaire ». L’ère est à la syndicalisation mais nombreux sont réticents à cette idée. Arthur Verhaegen, persuadé que c’est un système qui va révolutionner le monde ouvrier écrit à ce sujet pour convaincre les réticents. Au sujet des salaires, il dit que, tout ouvrier se trouvant dans des conditions normales doit pouvoir vivre honorablement et subvenir au besoin de sa famille, ce qui comprend entre autres les soins médicaux et une certaine cotisation de retraite. C’est sa vision de l’économie sociale chrétienne.
Grâce à ses convictions et ses exposés écrits, une proposition de création d’un syndicat chrétien est née. Plus tard c’est aussi grâce à la ligue ouvrière se battant sur la scène politique contre ses opposants, les libéraux et les socialistes, que les syndicats chrétiens verront le jour.
En 1896, Arthur Verhaegen, succède à Joris Helleputte à la présidence de la ligue démocratique belge. Cette ligue défend les mêmes points de vue que ceux des ouvriers chrétiens. Elle souhaite développer le syndicalisme, la mutualité, le chômage involontaire et les pensions.
En 1900 il rédige le programme ouvrier des catholiques dans lequel il donne sa vision de la réforme sociale. Cet ouvrage est un programme électoral qui comprend les vœux du parti démocrate catholique, duquel il fait partie, pour les élections législatives de 1900. La cause ouvrière lui tient à cœur et est au centre de sa campagne électoral. Ce qu’il veut absolument est que les catholiques « gagnent le cœur des ouvriers ». Pour lui, régler les problèmes sociaux de la Belgique signifie chercher à élever socialement les classes ouvrières. A l’inverse du courant libéraliste, il ne veut pas étouffer le bruit que ferait une révolution ouvrière mais plutôt l’arrêter avant même qu’elle ait commencé grâce à sa perception de l’élévation du niveau de vie. Il ne souhaite pas non plus, à l’instar du programme socialiste, imposé une sorte de communisme, d’égalité à tous les niveaux et pour tous. La réforme sociale d’Arthur Verhaegen et du parti catholique démocrate tient en trois points : la religion, la politique et la question sociale. Selon lui, liberté, égalité et fraternité ne sont accessibles véritablement que sous l’angle de la religion catholique. Il dit alors : La liberté : c’est la possibilité pour tout-un-chacun de vivre sa vie dans une dignité certaine, de pouvoir créer des ASBL, de pouvoir vivre comme nous le, par nature tout en restant fidèle à sa chrétienté. Selon eux être libre signifie pouvoir profiter de sa vie et de ce qu’elle apporte à chacun sans pour autant en être privé à cause de l’épuisement et de la difficulté éprouvé par le travail comme c’est le cas pour les ouvriers. L’égalité : c’est diminuer les inégalités sociales tout en admettant qu’il y en aura toujours car tel est la volonté de Dieu. La fraternité : c’est d’atténuer la haine créée entre patron et ouvrier et entre les différentes classes sociales.
La dimension politique de son programme ouvrier dit qu’accorder le suffrage universel sans préparation au préalable de la classe ouvrière conduirait à une catastrophe. Il dit que cette classe est de loin la plus conséquente en termes de quantité donc si le droit de vote leur est accordé à même échelle que les autres classes sociales, il risquerait d’y avoir un renversement du pouvoir et les classes ouvrières en seraient à la tête du pouvoir. Il souhaite donc que des représentants de ces classes inférieures soient au pouvoir, tel que lui ou ses collègues à la tête d’autres mouvements catholiques démocratiques. Pour ce qui est de la question sociale, il dit que le plus bénéfique pour les ouvriers serait l’organisation libre des travailleurs. Ça permettrait de laisser les ouvriers libres de s’associer par métier et de ne plus laisser l’Etat s’emparer de leur liberté. Il est pour une union professionnelle.

## Fin de vie

### Député auMeetjesland
Peu d’années avant sa mort, Verhaegen s’attire les foudres des Flamands. Il s’oppose impérativement à l’adoption de la loi Coremans-De Vriendt dite loi d’Egalité entre Flamands et francophones. Par la même occasion, il rejette la « flammanisation » (c'est-à-dire flamandisation) de l’Université de Gand en n’acceptant pas d’inclure deux matières à enseigner en néerlandais. Le démocrate-chrétien a même fait une contre-proposition de loi. Il rentre donc en conflit avec le mouvement étudiant catholique flamand « Davidsfonds » et les flamands du Volksbond. De nombreux articles de la presse flamande le qualifient de « traître », lui reprochant son côté « trop francophone ». Finalement, ces événements lui vaudront une diminution considérable des voix en sa faveur lors des prochaines élections.
Parallèlement, Arthur Verhaegen voit son état de santé se dégrader. Celui-ci connaît d’importants soucis notamment au niveau de la prostate et des reins. Il en vient donc à abandonner ses fonctions principales à l’exception de sa fonction en matière de voiries.
Puis, la Première Guerre mondiale menace en 1914. Le Baron rouge se voit condamné par l’adversaire allemand à deux ans de prison pour activités de résistances en 1915. Durant sa captivité, il écrit de nombreuses lettres au sein desquelles il décrit son profond désespoir comme en témoigne le présent passage : « Je me suis déprimé à certains jours, et tenté de me laisser aller au découragement. Il va y avoir 7 mois que je suis en prison ! Toutes les démarches des miens paraissent avoir échoué. Si je m'écoutais, je m'abandonnerais au désespoir ».
Deux mois après sa libération conditionnelle, soit le 11 septembre 1917, Arthur Verhaegen meurt à Ixelles. Il avait obtenu concession de noblesse par lettres patentes du 14 août 1886. Il obtient concession du titre de baron par l’arrêté royal du 5 septembre 1917. « Cet arrêté fut confirmé par lettres patentes accordées à sa veuve, le 15 novembre 1919 ».

## Publications
- À propos du programme ouvrier des catholiques, 1900
- Antisocialistische werkliedenbond van Gent. Beknopt overzicht van eenige punten der staathuishoudkunde lessen gegeven aan de leden van Gent
- Une descendance légitime des anciens ducs de Brabant, 1888.
- Dévotions populaires et croyance en Dieu,
- Eenige lessen over staathuishoudkunde gegeven in 1911 aan de jonge leden van den Antisocialistischen Werkliedenbond van het arrondissement Gent
- Het collectivisme. (Leçons données à Louvain durant la quatrième Semaine Sociale en 1911)
- Jules Lammens et les œuvres catholiques. Esquisse biographique, 1909
- L'État hors de l'École!
- L'hôpital de la Byloke à Gand, monographie publiée sous le patronage de l'État, de la Flandre Orientale et de la ville de Gand
- La question scolaire, 1902
- Le cardinal de Franckenberg, archevêque de Malines (1726-1804)
- Le minimum de salaire, 1892
- Les cinquante dernières années de l'ancienne Université de Louvain (1740-1797). Essai historique suivi d'une notice biographique sur l'avant-dernier recteur magnifique Pierre-Théodore Verhaegen, 1884
- Les missionnaires belges du Congo
- Projet de loi relatif à l'amélioration du cours de l'Escaut entre Anvers et le Kruisschans et aux travaux qui en sont la conséquence
- Proposition de loi sur l'affiliation aux unions ouvrières, 1914
- La régie nationale des chemins de fer de l'État et l'avant-projet sur l'exploitation des chemins de fer de l'État
- Soixante-quinzième anniversaire de l'indépendance nationale, 1830, 1905
- Le suffrage universel pur et simple, 1911
- Vingt-cinq années d'action sociale